# خیابان سورنا
خیابان سورنا با شماره‌گذاری معابر خیابان ۲۹۷۳ تهران خیابانی است در شهر تهران، که بین خیابان‌های شهید مطهری (تخت طاووس) و شهید بهشتی (عباس‌آباد)، در ضلع جنوبی میدان تختی (مهناز) واقع شده‌است. نام‌گذاری این خیابان بر اساس نام سردار اشکانی؛ سورنا انجام گرفته‌است. البته پس از کشته شدن فردی به نام خلیل حسینی در جنگ بین ایران و عراق، نام این خیابان تغییر یافته‌است. این خیابان مرکز تیونینگ (اسپرت کردن) خودروها در تهران است.